# Beaucourt-sur-l'Ancre
Beaucourt-sur-l'Ancre és un municipi francès situat al departament del Somme i a la regió dels Alts de França. L'any 2007 tenia 83 habitants.

## Demografia

### Població

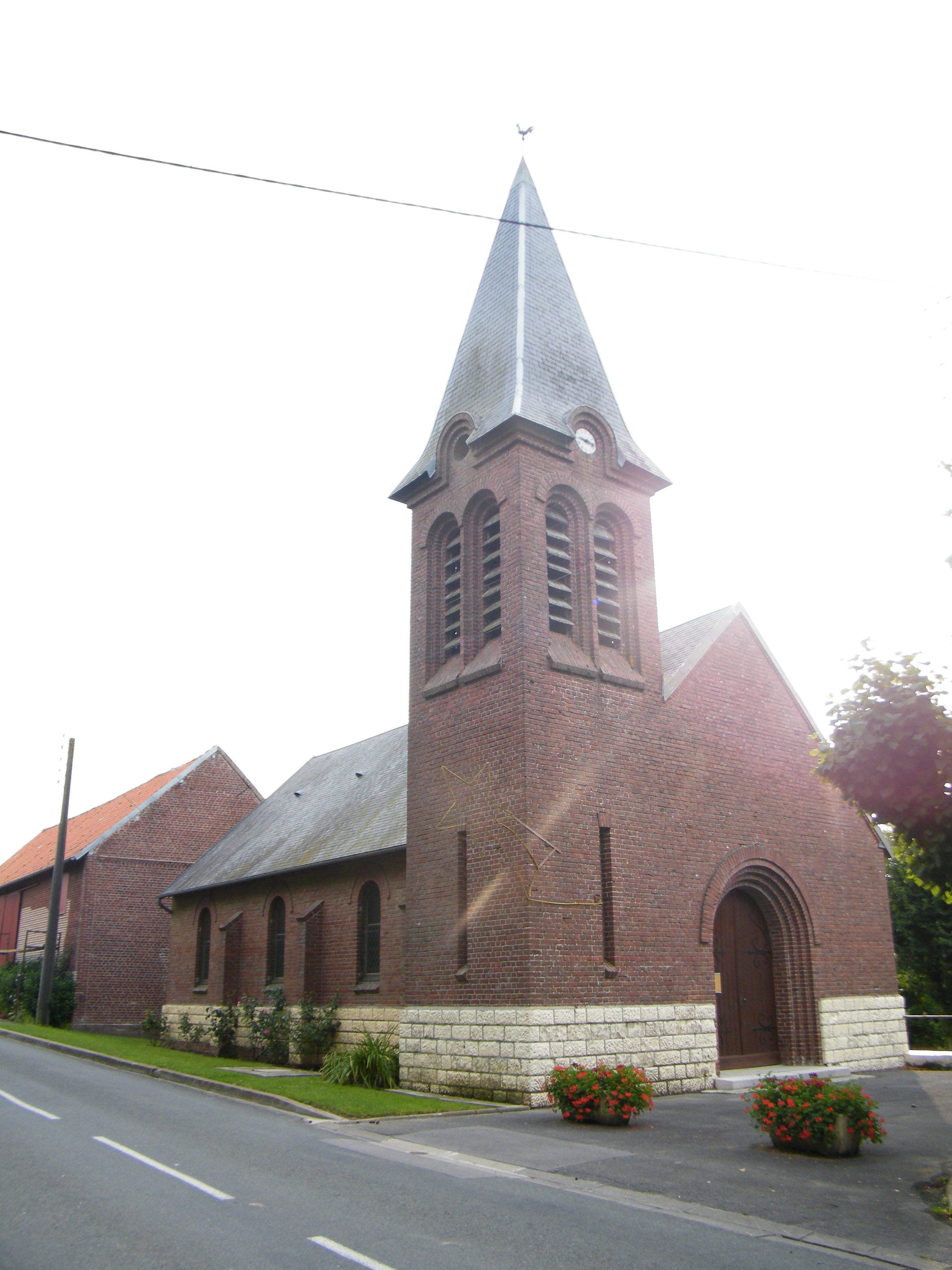
Església

El 2007 la població de fet de Beaucourt-sur-l'Ancre era de 83 persones. Hi havia 35 famílies de les quals 7 eren unipersonals (7 homes vivint sols), 14 parelles sense fills i 14 parelles amb fills.
La població ha evolucionat segons el següent gràfic:
Habitants censats

### Habitatges
El 2007 hi havia 43 habitatges, 33 eren l'habitatge principal de la família, 6 eren segones residències i 4 estaven desocupats. Tots els 43 habitatges eren cases. Dels 33 habitatges principals, 28 estaven ocupats pels seus propietaris i 4 estaven llogats i ocupats pels llogaters; 5 tenien tres cambres, 7 en tenien quatre i 21 en tenien cinc o més. 25 habitatges disposaven pel capbaix d'una plaça de pàrquing. A 15 habitatges hi havia un automòbil i a 15 n'hi havia dos o més.

### Piràmide de població

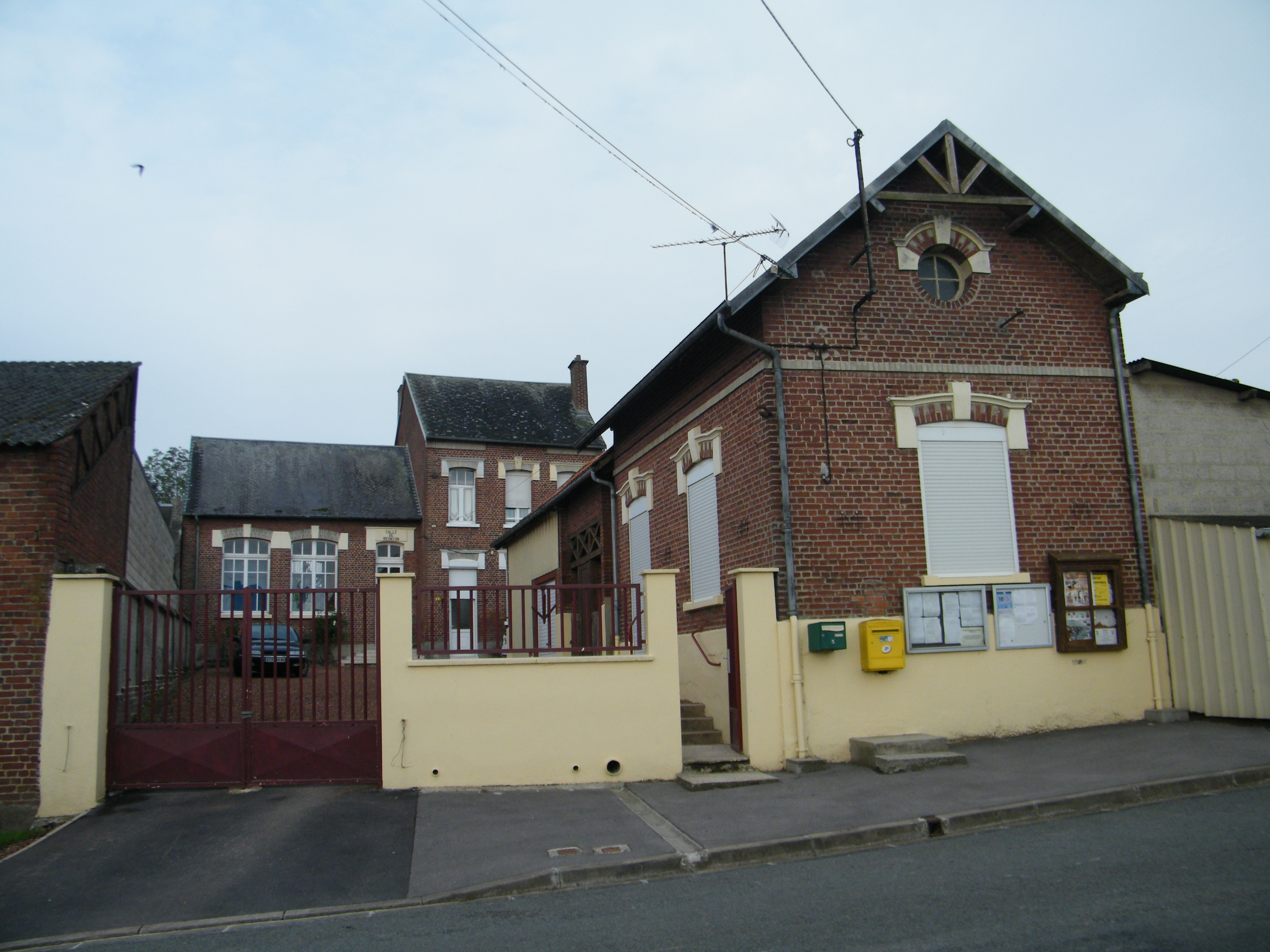

La piràmide de població per edats i sexe el 2009 era:
| Homes | Edats   | Dones |
| ----- | ------- | ----- |
| 0     | 95 o +  | 0     |
| 0     | 90 a 94 | 0     |
| 4     | 85 a 89 | 0     |
| 0     | 80 a 84 | 4     |
| 0     | 75 a 79 | 0     |
| 4     | 70 a 74 | 4     |
| 0     | 65 a 69 | 0     |
| 0     | 60 a 64 | 0     |
| 4     | 55 a 59 | 4     |
| 8     | 50 a 54 | 0     |
| 0     | 45 a 49 | 4     |
| 8     | 40 a 44 | 4     |
| 4     | 35 a 39 | 8     |
| 4     | 30 a 34 | 0     |
| 0     | 25 a 29 | 4     |
| 0     | 20 a 24 | 4     |
| 4     | 15 a 19 | 0     |
| 0     | 10 a 14 | 4     |
| 4     | 5 a 9   | 0     |
| 0     | 0 a 4   | 0     |

## Economia

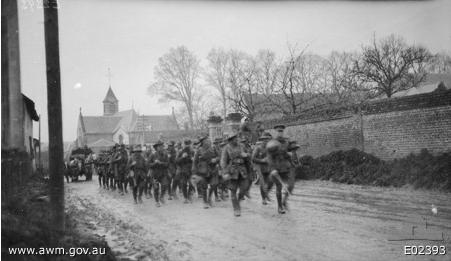
Batalló 27 francès

El 2007 la població en edat de treballar era de 53 persones, 41 eren actives i 12 eren inactives. De les 41 persones actives 39 estaven ocupades (22 homes i 17 dones) i 2 estaven aturades (2 dones i 2 dones). De les 12 persones inactives 7 estaven jubilades, 2 estaven estudiant i 3 estaven classificades com a «altres inactius».
Activitats econòmiques
L'únic establiment que hi havia el 2007 era d'una empresa de construcció.
L'any 2000 a Beaucourt-sur-l'Ancre hi havia 7 explotacions agrícoles que ocupaven un total de 322 hectàrees.

## Poblacions més properes
El següent diagrama mostra les poblacions més properes.